# Мијаковићи (Вареш)
Мијаковићи су насељено мјесто у општини Вареш, Босна и Херцеговина.

## Становништво
|             | 2013.        | 1991.         |
| Укупно      | 161 (100,0%) | 308 (100,0%)  |
| Бошњаци     | 160 (99,38%) | 298 (96,75%)1 |
| Муслимани   | 1 (0,621%)   | –             |
| Југословени | –            | 8 (2,597%)    |
| Остали      | –            | 2 (0,649%)    |
| Срби        | –            | 0 (0,000%)    |
| Хрвати      | –            | 0 (0,000%)    |

1. 1 На пописима од 1971. до 1991. Бошњаци су пописивани углавном као Муслимани.